# Cardiospermum corindum
Cardiospermum corindum är en kinesträdsväxtart som beskrevs av Carl von Linné. Cardiospermum corindum ingår i släktet ballongrankor, och familjen kinesträdsväxter.

## Underarter
Arten delas in i följande underarter:
- C. c. leptocarpum
- C. c. parviflorum